# Un puits de mensonges
Un puits de mensonges (France) ou Radio Bart (Québec) (Radio Bart) est le 13e épisode de la saison 3 de la série télévisée d'animation Les Simpson.

## Synopsis
Pour son anniversaire, Bart reçoit un micro lui permettant de parler à distance avec une radio. Il s'en sert pour faire des blagues. Il fait croire qu'un petit garçon nommé Timmy O'Toole est coincé dans un puits. Toute la ville se mobilise alors pour le petit : une chanson est créée, une fête est organisée... Le garçon est alors érigé en héros. Mais Lisa découvre le pot aux roses. Bart, s'étant rappelé qu'il a mis son nom sur la radio, part la récupérer au fond du puits. Mais sa tentative échoue et la ville entière découvre le mensonge. Les Springfieldiens décident alors de le laisser toute sa vie dans le puits. N'y tenant plus, Homer décide de sortir Bart du puits bientôt suivi par une partie de la ville. Une fois Bart libéré, le puits est condamné pour éviter un nouvel incident.

## Vedette invitée
- Sting

## Note
- C'est la première fois que Tahiti Mel parle dans la série.